# Venerália
A Venerália (comemorada anualmente sempre no 1.º de abril) era um antigo festival dedicado a Vênus Verticórdia ("Vênus a trocadora de corações"), um aspecto da deusa romana Vênus. O culto à deusa Fortuna Viril ("Fortuna Vigorosa") também fazia parte do festival.
A Vênus Verticórdia foi criada em 220 a.C., durante os últimos anos de Roma nas Guerras Púnicas, em resposta a um aviso do oráculo Sibilino, quando uma série de prodígios foram levados para representarem o descontentamento divino com os crimes sexuais entre os Romanos de cada categoria e classe, incluindo vários homens e três vestais. Sua estátua foi dedica por uma jovem mulher, escolhida como a mais pudica (pura sexualmente) em Roma por um grupo de matronas romanas. Na primeira, a estátua foi, provavelmente, alojada dentro do Templo da Fortuna Viril (virilidade ou forte boa fortuna). O culto a Fortuna era bem mais velho do que qualquer culto a Vênus, vista como uma divindade relativamente nova, mas sênior, de acordo com Ovídio, a aceitação de Vênus a partir de seu epíteto e suas responsabilidades, representava a própria mudança de coração da deusa. Em 114 a.C., Vênus Verticórdia havia ganhado seu próprio templo. Ela estava tentando convencer os romanos de ambos os sexos e classes, que casados ou não, valorizassem as propriedades sexuais tradicionais e morais conhecidos para agradar aos deuses e beneficiar ao Estado. Durante a Venerália, a imagem de Vênus era retirada de seu templo para os homens poderem se banhar, onde eram despidos e lavados em água morna por suas assistentes do sexo feminino, em seguida, enfeitados com murta. Na Venerália, mulheres e homens rezavam para Vênus Verticórdia, pedindo a sua ajuda em assuntos do coração, sexo, noivado ou casamento. Fortuna Viril ganhou um culto no mesmo dia.